# Aphoebantus mus
Aphoebantus mus är en tvåvingeart som beskrevs av Osten Sacken 1877. Aphoebantus mus ingår i släktet Aphoebantus och familjen svävflugor. Inga underarter finns listade i Catalogue of Life.